# Émile Mercadier
Pour les articles homonymes, voir Mercadier (homonymie).
Émile Mercadier est un chanteur français de café-concert, né le 24 décembre 1859 à Paris et mort le 13 mai 1929 dans cette même ville.

## Biographie
Né dans l'ancien 3e arrondissement de Paris en 1859, Émile Mercadier descend d'une famille toulousaine, proche du monde des spectacles. Son père pratique le métier de  perruquier au célèbre théâtre du Capitole de Toulouse. Émile Mercadier, élevé à Toulouse, fait ses études de chant au conservatoire. À la fin des années 1860, il est engagé volontaire au 124e régiment d'infanterie où il est musicien de hautbois et de clarinette. 

### Les débuts
Après la Guerre franco allemande de 1870, il débute comme chanteur dans un café-concert bordelais peu connu. Il est ensuite engagé aux Folies Bordelaises, au Casino de Lyon et à Narbonne. En 1882, il se spécialise dans les romances et les mélodies à l'Eldorado, à Paris. Il se marie le 9 octobre 1890 dans le 10e arrondissement de Paris avec une chanteuse de café-concert, Clémentine Millet (1864-1926), connue sous le nom de Musette.

### Carrière

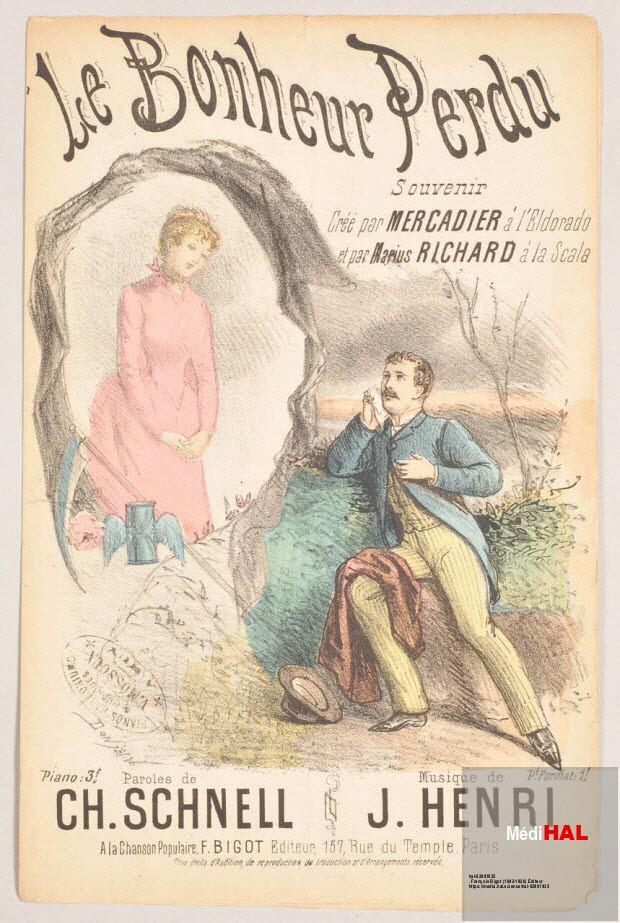
Le bonheur perdu (1890).

À partir de 1885, sa carrière décolle. Chanteur de charme, diction impeccable, il plaît aux femmes et le public se déplace pour le voir. Il donne des représentations aux Ambassadeurs, à l'Éden-Concert. Entre 1892 et 1897, il chante à Bataclan, dirigé par le grand artiste Paulus qui devient son ami. En 1894, il est au Bijou, et en 1896, il est de l'ouverture de la Nouvelle-Athènes, puis au Libre-Échange entre 1897 et 1902. Il est au Café Montmartre entre 1903 et 1905, au Casino Montparnasse, au Casino Saint-Martin. Il est aux Folies-Parisiennes en 1905 et 1914. Ses chansons restèrent longtemps célèbres : La closerie des Genêts, Je suis le passeur du printemps, C'était un rêve, Dites-moi si vous avez un cœur… Phénomène rare pour un chanteur de cette époque, Émile Mercadier a très tôt enregistré de très nombreux cylindres ainsi que des disques, et cela jusqu'en 1914, notamment chez Pathé, Odeon et Opéra. Ces cylindres portent en général la mention Répertoire Mercadier, ou Mercadier.  La firme Pathé Frères continuera d'éditer quelques disques après 1916, des reprises d'enregistrements plus anciens.
À la fin de la décennie 1900, deux drames frappent Émile Mercadier : en août 1908, le décès de sa fille de 20 ans lors d'une promenade en barque sur la Seine à Freneuse avec son fiancé (fils de Léon Escalaïs, chanteur à l'Opéra), suivi de la paralysie qui frappe sa femme quelque temps plus tard (elle restera paralysée jusqu’à sa mort le 15 décembre 1926).
Émile Mercadier se remarie le 19 janvier 1928 dans le 9e arrondissement de Paris avec Madeleine Borde (1893-1982), union dont naîtra un fils, Jean Mercadier (1924-2012), pianiste, auteur compositeur, arrangeur, clarinettiste, saxophoniste. Jean Mercadier est un des derniers arrangeurs de Joséphine Baker.

### Les adieux à la scène
Il ralentit sa carrière en 1913 et ne donne que de rares représentations jusqu'en 1928. Émile Mercadier fait ses adieux définitifs à Marseille en 1928 à l'Alcazar et au Palais de Cristal. Maurice Hamel, présent à cette dernière représentation, la décrit ainsi : Ayant commencé sa tournée d'adieu par Marseille où il était adoré, il devait chanter ce jour-là au Palais de Cristal, en matinée et en soirée. Il chanta en matinée, et, de revoir ses habitués, une émotion le gagnait peu à peu qui l'empêcha d'achever sa chanson dont les dernières notes se brisèrent dans les larmes. Les auditeurs étaient, ma foi, aussi émus que lui. Le soir, il chanta pour la dernière fois, mais il sut demeurer maître de lui. À la fin du spectacle, un brave homme vint à lui et lui dit : « Ah! Monsieur Mercadier, moi qui étais venu pour vous voir pleurer... Pourquoi n'avez-vous pas pleuré ? ».
Émile Mercadier décède un an plus tard dans le 9e arrondissement de Paris le 13 mai 1929, âgé de 69 ans.
Il repose au cimetière de Pantin (Seine-Saint-Denis) avec son fils Jean Mercadier ; sa tombe est ornée d'un buste d'Auguste Maillard.

## Éditeur de musique et producteur phonographique
Emile Mercadier édite son répertoire. Au début du XXe siècle, il fonde une société de commerce de phonographes à cylindre avec Léonce Bergeret qu'il rencontre au Petit-Casino; cette firme Bergeret-Mercadier ferme vers 1906 à l'arrivée du phonographe à disques.

## Citations
- Paulus écrit dans ses Mémoires, Trente ans de café concert, à propos de Mercadier : « Un casseur de cœurs ! Quand il file la note suraiguë à la fin du couplet sentimental, les femmes palpitent, et leur lorgnette remercie ce joli chanteur que leur donne des émotions si douces. Les hommes l'applaudissent pour son talent ; donc il a tout le public pour lui ».

- Robert Desnos écrit d’Émile Mercadier : « La voix de Mercadier est un phénomène de sincérité et de sympathie. Nul cabotinage, nul truquage, nul sacrifice de la diction à la musique. Est-il possible qu’une pareille voix coure le risque de disparaître et soit confiée au fragile écrin des rouleaux ? »[4].

## Ré-édition en CD
Plusieurs titres de Mercadier ont été numérisés et republiés dans des anthologies récentes.

### Sources historiques
- Le Figaro, 15 et 16 mai 1929[5].